# أسلوب أدبي
الأسلوب الأدبي الأسلوب هو الطريقة التي يسلكها الأديب، للتعبير عما يجول في ذهنه من أفكار ومعان، وما يختلج في قلبه من مشاعر وأحاسيس.

## ماهية الأسلوب الأدبي
الأسلوب هو مجموعة من الألفاظ، يأتي بها الكاتب في نظام معين أو نسق يصطفيه لما يجد به من الجمال، ويرى به من عناصر البهاء والرونق، ولغتنا العربية فائقة القدرة، تزخر بالألفاظ الجميلة والعبارات، تمكن الأديب ان يختار، من مفرداتها ما يشاء، وينظمه بالطريقة التي يريد ليعبر عن أدق المعاني وأصدق المشاعر..
يستطيع الأديب ان يتصرف في بناء العبارة، ونظمها، بان يختار ألفاظها ويرصفها بالشكل الذي يجده مناسبا، فقد يقدم ويؤخر، ويشطب أحيانا كلمة كتبها مستبدلا مكانها كلمة أخرى، ، ساعيا من وراء ذلك إلى إكساب كلامه طاقة فنية غنية بالمشاعر والدلالات، قادرة على التأثير في وجدان القارئ وقد تدفعه أحيانا إلى تغيير قناعا ته السابقة
والكاتب، حين يختار الألفاظ،، وينظمها، لا يتصرف عشوائيا، وإنما يسلك الطريقة المثلى لإكساب موضوعه الجمال، والرونق الذين يسعى إليهما.
الأدب الذي نسعى إليه، ويستهوي قلوبنا، ليس شكلا فقط، وإنما مضمون أيضا، فاذا وجدنا اللفظة وعاء، فان طريقة نظمه مادة هذا الوعاء، أو بمعنى واضح الأدب شكل ومضمون، والأسلوب كما عرفه الدارسون طريقة للتعبير عن قيم شعورية وفكرية، واتفق النقاد على أن عناصر الأسلوب ثلاثة، أفكار وعواطف وصور، وهذا لا يعني ان النص قابل للتجزئة، إذ لا يمكن للألفاظ ان تأتي خالية من المعاني والعواطف، كما لا يمكن للعواطف والأفكار ان تجيء بدون اللفظ المناسب الذي يعبر عنها تعبيرا صادقا ومناسبا، ولا يمكن الفصل بين الشكل والمضمون، العنصر المهم من عناصر الأدب هو الفكر، وهو ألصق بالنثر،، وان كان الشعر يتضمن الكثير من الأفكار الممزوجة بالعواطف والأحاسيس
وقيمة الفكر في الأدب، ترتبط بالحالة النفسية،، التي دعت الأديب، إلى قول ما يريده من أفكار وما يعبر عنه من عواطف، ولا يمكننا ان نبحث في الأدب عن الجدة بالأفكار، وانما يكون الأدب متضمنا عناصر الجمال إذا اتصف بالنبل والسمو، ، وتأصيل قيم النضال، ، من اجل غد مشرق للإنسان،، الفكر والعاطفة مهمان بالعمل الأدبي ولا يطغى أحدهما على الآخر، ويتحقق للنص الأدبي جماله ر، ، حين يتوازن به الفكر مع العاطفة، ويتميز العمل الفني عموما والأدب خصوصا بالعاطفة والخيال، فإذا خلا النص منهما كان اقرب للعلم منه إلى الأدب، ولقد حاول بعض الشعراء، ، ان يصفوا الحقائق العلمية في قصائدهم أمثال الزهاوي، فجاءت تلك القصائد خلوا من الشاعرية.
العاطفة إحساس إنساني، والناس والأشياء، وهي من الأمور الأساسية في الآداب وتعتبر سر خلوده، والعواطف خالدة ما بقي الجنس البشري، اما الأفكار ففي تغير وتبدل مستمرين، العواطف أنواع متعددة: الحب بكل أنواعه وصوره والكره والحقد والانا نية والإيثار والغضب والحلم والشجاعة كل هذه العواطف خالدة بالجنس البشري وتختلف بالدرجة من إنسان لآخر، فاذا كانت العواطف صادقة، ثابتة، قوية،، كان النص الأدبي الذي يتصف بها اقدر على إثارة الإعجاب والتفاعل والتأثير في القلوب.